# Stephen Bayard
Stephen Bayard (New York, 31 maggio 1700 – Contea di Bergen, 1757) è stato un politico statunitense, 39° sindaco di New York.